# Hell's Gate Nationalpark
0°54′57″S 36°18′48″Ø / 0.91583°S 36.31333°Ø
Hell's Gate Nationalpark er en nationalpark i Kenya som blev oprettet i 1984. Nationalparken ligger i distriktet Nakuru i Rift Valleyprovinsen, lige udenfor Naivasha, nordvest for Nairobi. I parken er der en lang spektakulær kløft, Hells Gate Gorge, flere varme kilder, og et rigt dyreliv. Tre geotermiske kraftværker ligger i parken.
Hell's Gate er en af få nationalparker i Kenya hvor  besøgende tillades at  vandre og cykle frit. Det, sammen med nærheden til Nairobi (kun ca 100 km), har gjort den til et populært turistmål, på trods af at den er en af landets mindste nationalparker.
Parken er også  kendt for et rigt fugleliv. Her findes blandt andet den sjældne lammegrib (Gypaetus barbatus).